# Brunnhof (Jetzendorf)
Brunnhof ist ein Ortsteil von Jetzendorf, circa 48 Kilometer nordwestlich von München im oberbayerischen Landkreis Pfaffenhofen an der Ilm.

## Geschichte
Die Einöde Brunnhof gehörte bis 1873 zur Pfarrei Petershausen, anschließend zur Pfarrei Jetzendorf, zum Grundherr Kloster Indersdorf und zum Gericht Hofmark Indersdorf. Später wurde dieser Hof der Gemeinde Ainhofen (Landkreis Dachau) und 1958 im Rahmen einer Grenzbegradigung der Gemeinde Jetzendorf zugeordnet.

## Besitzerfolge
Vor 1588 Georg Westermayr, um 1640 Wallner, um 1670 Kaspar Wallner, um 1680 Andreas Pichlmayr, um 1723 Michael Hörmann, um 1767 Benno Hörmann, um 1802 Andreas Kreitmaier, um 1841 Anton Kreitmaier, um 1884 Leonhard Kreitmeir ⚭ Kreszenz Reischl vom Lindachbauer.